# Aquilaria rostrata
Aquilaria rostrata Ridl. – gatunek należący do rodziny wawrzynkowatych. Występuje endemicznie w Malezji.

## Rozmieszczenie geograficzne
Rośnie naturalnie w Malezji, w stanie Pahang.

## Morfologia
Gatunek jest bardzo podobny do A. malaccensis. Niektóre źródła uznają go za gatunek wątpliwy, jednak został on zaakceptowany przez The Plant List. Zebrany materiał jest zbyt ubogi, aby ostatecznie rozstrzygnąć tę kwestię. 

## Biologia i ekologia
Jedyne miejsce, gdzie widziano okaz tego gatunku znajduje się na wysokości 898 m n.p.m. w wilgotnym lesie równikowym na terenie Parku Narodowego Taman Negara.

## Zastosowanie
Drewno tego gatunku nosi handlową nazwę agar (ang. agarwood). Drewno bywa często atakowane przez grzyby lub bakterie. Drewno zainfekowane pasożytem wydziela woń – olej ochronny, który występuje na rannych obszarach (korzenie, gałęzie lub pień), które stopniowo stają się twardsze i zmieniają barwę na ciemnobrązową lub czarną.
Agar jest wykorzystywany w produkcji perfum oraz w medycynie tradycyjnej. Ze względu na kosztowny i pracochłonny proces ekstrakcji jest ono bardzo drogie. Minimum 20 kg niskiej jakości drewna żywicznego potrzebne jest do wytworzenia 12 ml oleju agarowego. Najwyższej jakości olej otrzymywany jest z drzew starszych niż 100 lat. Sprzedaż perfum opartych na tym ekstrakcie rośnie z roku na rok. 
Ważnym zastosowaniem drewna tego gatunku jest produkcja kadzidła. Agar jest także afrodyzjakiem, zarówno w postaci olejku, jak i kadzidła. Są to na ogół lokalne zastosowania, ale olej jest również sprzedawany w aptekach wietnamskich do użytku wewnętrznego. W medycynie chińskiej wykorzystuje się proszek z drewna w leczeniu marskości wątroby oraz innych dolegliwości. Ma zastosowanie również w leczeniu nowotworów płuc i żołądka.

## Zagrożenie
Ostatnie badania wykazały, że w Malezji jest szeroko rozpowszechnione nielegalne zbieranie drewna agarowego. Konieczne jest ponowne ocenienie stan populacji tego gatunku. Według IUCN zakres gatunku się stosunkowo ograniczony, a od jego ostatniego opisu minęło sporo czasu, w związku z czym uzasadnione jest sklasyfikowanie go jako gatunek zagrożony wyginięciem. Według Czerwonej księgi gatunków zagrożonych jest gatunkiem krytycznie zagrożonym wyginięciem (CR – critically endangered).
Zakres gatunku jest ograniczony do jednego miejsca w malajskim stan Pahang na Półwyspie Malajskim. O istnieniu gatunku wiadomo tylko z materiału zebranego w 1911 roku. Ze względu na zagrożenie wyginięciem innych gatunków rodzaju Aquilaria, wydaje się bardzo prawdopodobne, że ten gatunek jest bardzo zagrożony. Dlatego też uzasadnione jest wymienienie go jako krytycznie zagrożonego. Jego zakres występowania jest prawie na pewno mniejszy niż 100 km². Przewiduje się dalszy spadek liczby dojrzałych osobników, z powodu powszechnego zainteresowania drewnem agarowym. Potrzebne jest dokładniejsze zbadanie stanu jego populacji. Może się również okazać, że jest już gatunkiem wymarłym.